# Columna Torres-Benedito
La Columna «Torres-Benedito» va ser una unitat de milícies que va operar al començament de la Guerra civil espanyola.

## Història
La columna va ser creada a València poc després de l'esclat de la Guerra civil espanyola.
Va quedar composta per soldats dels antics regiments de la III Divisió Orgànica, així com voluntaris de la CNT, UGT, POUM, Partit Sindicalista i Esquerra Valenciana. En total, agrupava 3.180 efectius, dels quals 842 eren militars i 2335 eren milicians. La direcció d'aquestes forces estava en mans de l'anarquista Domingo Torres— i del tinent d'artilleria Josep Benedito —que a més era militant d'Esquerra Valenciana i delegat de guerra en el Comitè Executiu Popular—; mentre que Torres va actuar com una espècie de delegat «polític», Benedito va realitzar les funcions d'assessor militar. Políticament, la columna va tenir una preponderància parcialment anarquista.
La columna va sortir de Castelló el 18 d'agost, travessant la província de Terol fins a aconseguir les línies franquistes entorn de la capital terolenca, quedant situada en el sector de Villalba Baja i Corbalán. Durant la seva existència va operar al Front de Terol, constituint una de les columnes de major importància que operaven en aquest sector. Posteriorment seria reforçada per la columna «Ibèria» i la columna «CNT 13», quedant totes aquestes forces sota el comandament del coronel Jesús Velasco Echave —que va substituir Benedito el mes de setembre. Amb posterioritat les forces de la columna van arribar a aconseguir un total de 4.100 efectius.
Va arribar a comptar amb una publicació pròpia, Victoria, un periòdic que s'editava a Alfambra.
En la primavera de 1937 va ser militaritzada i transformada en la 81a Brigada Mixta, procés que va arribar a comptar amb alguna oposició interna.